# Équipe de république d'Irlande féminine de football
Cet article traite de l'équipe féminine. Pour l'équipe masculine, voir Équipe de république d'Irlande de football.
Ne doit pas être confondu avec Équipe d'Irlande du Nord féminine de football.
Maillots
Actualités
L'équipe de football féminine d'Irlande (en anglais : Republic of Ireland women's national football team) regroupe les meilleures joueuses de l'Irlande. L'équipe nationale concourt dans les qualifications à la Coupe du monde féminine de football et dans celle du championnat d'Europe féminin de football. Elle est aussi régulièrement invitée dans les principales compétitions amicales sur invitation comme l'Algarve Cup ou la Cyprus Cup.

## Histoire

### Les débuts
L'histoire de l'équipe nationale féminine irlandaise commence en 1970. Cette année-là, une équipe de Limerick se déplace au pays de Galles et affronte à Prestatyn une sélection anglaise. Cette rencontre amicale oppose en fait les Dundalk Ladies aux Corinthians Nomads de Londres. Le match se déroule le 10 mai 1970 et est présenté comme une rencontre entre l'Angleterre et l'Irlande mais il n'a aucune reconnaissance officielle. Les anglaises s'imposent 7 à 1. Trois ans plus tard, en 1973, une fédération féminine irlandaise de football est créée, la Women's Football Association of Ireland. Celle-ci met en place immédiatement une équipe nationale. Le 13 mai 1973 elle dispute sa première rencontre officielle en affrontant le pays de Galles. Les irlandaises l'emportent à Llanelli sur le score de 3 buts à deux, les trois buts irlandais sont marqués par la joueuse de Dundalk Paula Gorham.
Jusqu'en 1982, les irlandaises ne disputent que des matchs amicaux. C'est à l'occasion des qualifications pour le Championnat d'Europe féminin de football 1984 que l'équipe nationale irlandaise fait ses débuts dans les compétitions officielles. L'Irlande se retrouve dans le groupe 2 de qualification contre l'Angleterre, l'Écosse et l'Irlande du Nord. Son premier match officiel en compétition se déroule le 19 septembre 1982 à Dunfermline contre l'Écosse. Le match se solde par une défaite sur le score de 3 buts à 0.
La première victoire en compétition officielle se déroule le 2 octobre 1982 à l'occasion d'une rencontre contre l'Irlande du Nord. Les irlandaises l'emportent sur leurs voisines 2-1.
Lors des qualifications pour le Championnat d'Europe féminin de football 1993 les irlandaises sont dans le groupe de la Suède et de l'Espagne. L'Irlande remporte un match contre l'Espagne puis perd le deuxième. Elle affronte ensuite la Suède. Le 7 juin 1993 elle perd à domicile 0-1. Lors du match retour disputé en Suède, elle s'incline très lourdement 10-0. Cette défaite reste la plus grosse défaite de l'histoire de l'équipe irlandaise. À la suite de cette déroute, la fédération irlandaise décide de ne pas s'inscrire dans les qualifications suivantes. Elle ne fait son retour en compétition officielle qu'en septembre 1995 à l'occasion des qualifications pour l'Euro 1997.
Les années 2000 marquent le commencement de progrès au niveau international. Après quelques victoires dans des compétitions mineures, la république d'Irlande remporte son groupe en devançant la Roumanie, la Croatie, la Bosnie-Herzégovine et Malte. Cette victoire lui assure de pouvoir affronter les meilleures équipes européennes lors des qualifications suivantes.
Le plan de formation des jeunes filles à l'échelle nationale mis en place par la fédération commence à porter ses fruits dans les catégories de jeunes. En 2010, les moins de 17 ans atteignent la finale du championnat d'Europe et les quarts de finales de la Coupe du monde de la catégorie. L'équipe compte dans ses rangs des joueuses comme Megan Campbell, Ciara Grant, Dora Gorman, Denise O'Sullivan, Siobhán Killeen et Clare Shine. Quatre ans plus tard, la génération suivante atteint les demi-finales du championnat d'Europe des moins de 19 ans en remportant son groupe en phase de poule. L'équipe compte alors dans ses rangs des joueuses comme Megan Connolly, Savannah McCarthy et Katie McCabe.
La première crise de croissance du football féminin en Irlande arrive en 2017. Les filles de l'équipe demandent un meilleur traitement de la part de la FAI et menacent d'un boycott une rencontre à la maison contre la Slovaquie. Les joueuses demandent des primes de matchs plus importantes, une rémunération permettant de compenser les rémunérations perdues à cause du temps passé en équipe nationale puisqu'elles sont toutes amateures et de meilleures conditions d'entraînement puisqu'elles n'ont pas accès aux installations réservées à l'équipe nationale masculine. En effet elles doivent partager les survêtements avec les équipes de jeunes lorsqu'elles se déplacent à l'étranger et doivent régulièrement se changer dans les toilettes des aéroports. Le boycott est levé après qu'un accord soit trouvé avec la fédération irlandaise.

### Coupe du monde 2023
Les Irlandaises écrasent leurs homologues géorgiennes 11-0 en novembre 2021. C'est la plus grosse victoire irlandaise en nombre de buts marqués. La rencontre figure dans les qualifications à la coupe du monde féminine de football 2023. Les Irlandaises figurent dans un groupe où les Suédoises sont les grandes favorites. La Finlande et la Slovaquie, mieux classées qu'elles au classement de l'UEFA sont leurs principales concurrentes pour la deuxième place qui permettrai de jouer les barrages qualificatifs. Les Irlandaises réussissent une excellente compétition en battant leurs rivales directes et en accrochant les Suédoises sur leur terrain. Elles terminent à la deuxième place du groupe et parmi les trois meilleures deuxièmes en Europe. Cela leur ouvre la porte d'un match de barrage à Glasgow contre l'Écosse. Les Écossaises sont favorites car elles jouent à domicile et parce que leur football, emmené par des équipes qui disputent régulièrement la ligue des champions féminine, est considéré comme bien supérieur. À la surprise générale l'Irlande s'impose 1-0 à Hampden Park avec un but d'Amber Barrett. C'est la première fois que l'Irlande se qualifie pour une phase finale d'une compétition internationale.
Elles ont disputé leur tout premier match de Coupe du monde féminine le 20 juillet 2023, perdant 1-0 contre l'Australie, une des nations co-organisatrices de la compétition à la suite d'un penalty. L'Irlande est ensuite battue par le Canada, championne olympique en titre (1-2), après avoir mené 1-0 durant une grande partie de la première mi-temps et est mathématiquement éliminée après 2 journées malgré une belle prestation. Les filles en vert quittent la compétition avec les honneurs en terminant dernières du groupe B mais avec un point, après avoir tenu en échec le Nigeria (0-0).

### Ligue des nations B 2023-2024
Le 23 septembre 2023 l'équipe de république d'Irlande dispute pour la toute première fois de son histoire un match dans l'Aviva Stadium à Dublin. La rencontre se déroule devant 35 994 spectateurs soit le record d'affluence pour un match féminin de football en Irlande (le précédent record était de 7 633 au Tallaght Stadium en juillet 2023 contre la France). Le match est la première rencontre de la nouvelle Ligue des nations féminine, la première rencontre de l'équipe nationale depuis la Coupe du monde et la première rencontre après le départ de Vera Pauw. Les Irlandaises remportent le match sur le score de 3 buts à 0 contre leurs voisines nord-irlandaises.
Après six rencontres de Ligue des nations ponctuées par six victoires et une montée dans le Groupe A, Eileen Gleeson est confirmée de manière définitive à son poste le 18 décembre 2023. Ses adjoints sont confirmés à leur poste en février 2024 : Emma Byrne, joueuse la plus sélectionnée de l'histoire, et Colin Healy, ancien entraîneur du Cork City FC. La deuxième moitié du mandat de Gleeson s'avère bien plus compliqué. Placées dans un groupe de qualification à l'Euro 2025 excessivement fort avec la France, l'Angleterre et la Suède, trois équipes majeures du football européen féminin, les Irlandaises terminent à la dernière place malgré une victoire de prestige à Cork contre la France. Qualifiées pour les barrages de qualification, les Irlandaises échouent en finale de qualification contre le Pays de Galles. À la suite de cette élimination, la FAI annonce la non-reconduction du contrat de Gleeson et de son staff.

## Joueuses
Chiffres au 29 avril 2025
| Sélections | Joueuse           | Période   | Buts |
| ---------- | ----------------- | --------- | ---- |
| 134        | Emma Byrne        | 1996-2017 | 0    |
| 130        | Olivia O'Toole    | 1991-2009 | 54   |
| 122        | Louise Quinn      | 2008-2025 | 16   |
| 120        | Denise O'Sullivan | 2011-     | 21   |
| 118        | Áine O'Gorman     | 2006-2023 | 13   |
| 114        | Niamh Fahey       | 2007-2024 | 1    |
| 105        | Ciara Grant       | 1995–2012 | 11   |
| 102        | Diane Caldwell    | 2006-     | 4    |

| Buts | Joueuse           | Période   | Matches |
| ---- | ----------------- | --------- | ------- |
| 54   | Olivia O'Toole    | 1991-2009 | 130     |
| 29   | Katie McCabe      | 2015-     | 98      |
| 21   | Denise O'Sullivan | 2011-     | 117     |
| 16   | Louise Quinn      | 2008-     | 121     |
| 15   | Stephanie Roche   | 2008-2022 | 58      |
| 13   | Áine O'Gorman     | 2006-2023 | 118     |
| 13   | Michele O'Brien   | 2003-2023 | 65      |
| 13   | Fiona O'Sullivan  | 2009-2018 | 41      |

## Entraîneurs
| Nom            | Période   | Matches | Victoires | Nuls | Défaites |
| -------------- | --------- | ------- | --------- | ---- | -------- |
| Kevin Healy    | 1976-1978 |         |           |      |          |
| Tony Kelly     | 1980-1983 | 10      | 2         | 1    | 7        |
| Eamonn Darcy   | 1984-1985 | 5       | 2         | 0    | 3        |
| Fran Rooney    | 1986-1991 | 14      | 4         | 3    | 7        |
| Linda Gorman   | 1991-1992 | 3       | 1         | 0    | 2        |
| Mick Cooke     | 1992-2000 | 33      | 16        | 4    | 13       |
| Noel King      | 2000-2010 | 70      | 25        | 13   | 32       |
| Susan Ronan    | 2010-2016 | 33      | 12        | 3    | 18       |
| Colin Bell     | 2017-2019 | 56      | 19        | 9    | 28       |
| Vera Pauw      | 2019-2023 | 30      | 13        | 4    | 13       |
| Eileen Gleeson | 2023-2024 | 18      | 9         | 2    | 7        |
| Carla Ward     | 2025-     | 8       | 5         | 0    | 3        |
| Total          |           |         |           |      |          |

## Classement FIFA
| Année              | 2003 | 2004 | 2005 | 2006 | 2007 | 2008 | 2009 | 2010 | 2011 | 2012 | 2013 | 2014 | 2015 | 2016 | 2017 | 2018 | 2019 | 2020 | 2021 | 2022 | 2023 | 2024 | 2025 |
| ------------------ | ---- | ---- | ---- | ---- | ---- | ---- | ---- | ---- | ---- | ---- | ---- | ---- | ---- | ---- | ---- | ---- | ---- | ---- | ---- | ---- | ---- | ---- | ---- |
| Classement mondial | 36   | 35   | 32   | 32   | 31   | 27   | 30   | 29   | 29   | 34   | 33   | 29   | 32   | 34   | 29   | 33   | 32   | 31   | 31   | 23   | 24   | 23   |      |

## Parcours dans les compétitions internationales

### Coupe du monde de football
L'équipe de république d'Irlande ne s'est qualifiée qu'une seule fois pour une compétition majeure, c'est la Coupe du monde 2023 disputée en Australie et en Nouvelle-Zélande.
| Édition | Performance   | J | V | N | D | BP | BC |
| ------- | ------------- | - | - | - | - | -- | -- |
| 1991    | Non qualifiée | - | - | - | - | -  | -  |
| 1995    | Non qualifiée | - | - | - | - | -  | -  |
| 1999    | Non qualifiée | - | - | - | - | -  | -  |
| 2003    | Non qualifiée | - | - | - | - | -  | -  |
| 2007    | Non qualifiée | - | - | - | - | -  | -  |
| 2011    | Non qualifiée | - | - | - | - | -  | -  |
| 2015    | Non qualifiée | - | - | - | - | -  | -  |
| 2019    | Non qualifiée | - | - | - | - | -  | -  |
| 2023    | 1er tour      | 3 | 0 | 1 | 2 | 1  | 3  |
| 2027    | À venir       | - | - | - | - | -  | -  |
| Total   | 1/9           | 3 | 0 | 1 | 2 | 1  | 3  |

### Championnats d'Europe
L'équipe nationale irlandaise ne s'est jamais qualifiée pour une phase finale d'un championnat d'Europe féminin de football.
En novembre 2024, les Irlandaises perdent en barrage de qualification à l'Euro 2025 contre le pays de Galles.
| Édition | Performance   | J | V | N | D | BP | BC |
| ------- | ------------- | - | - | - | - | -- | -- |
| 1984    | Non qualifiée | - | - | - | - | -  | -  |
| 1987    | Non qualifiée | - | - | - | - | -  | -  |
| 1989    | Non qualifiée | - | - | - | - | -  | -  |
| 1991    | Non qualifiée | - | - | - | - | -  | -  |
| 1993    | Non qualifiée | - | - | - | - | -  | -  |
| 1995    | Non qualifiée | - | - | - | - | -  | -  |
| / 1997  | Non qualifiée | - | - | - | - | -  | -  |
| 2001    | Non qualifiée | - | - | - | - | -  | -  |
| 2005    | Non qualifiée | - | - | - | - | -  | -  |
| 2009    | Non qualifiée | - | - | - | - | -  | -  |
| 2013    | Non qualifiée | - | - | - | - | -  | -  |
| 2017    | Non qualifiée | - | - | - | - | -  | -  |
| 2021    | Non qualifiée | - | - | - | - | -  | -  |
| 2025    | Non qualifiée | - | - | - | - | -  | -  |
| Total   | 0/12          | 0 | 0 | 0 | 0 | 0  | 0  |

## Effectif
Ci-dessous l'effectif de l'équipe de république d'Irlande féminine après le rassemblement d'avril 2024 pour des éliminatoires à l'Euro 205.